# Pelagia Pokutnica

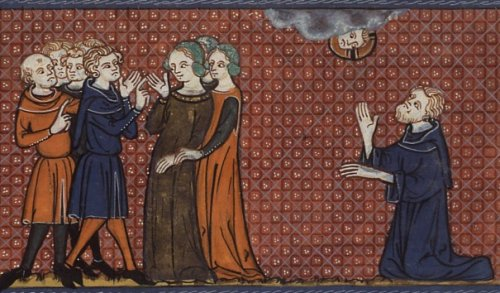
Święta Pelagia w otoczeniu kurtyzan.

Pelagia Pokutnica, również Pelagia Nierządnica lub Pelagia z Antiochii (cs. Преподобная Пелагия; zm. ok. 457 na Górze Oliwnej w Jerozolimie) – żyjąca w czasach Teodozjusza (401-450) rozpustna tancerka i grzesznica, pokutnica, wspominana w jednej z homilii przez Jana Chryzostoma (350–407), pustelnica i święta Kościoła prawosławnego.
Pochodziła z pogańskiej rodziny i wiodła rozpustne życie. Po jednej z mszy świętej, prowadzonej przez rzekomego biskupa Edessy św. Nonnusa, Pelagia nawróciła się by uczynić ofiarę ze swej duszy Bogu i żyć w cnocie. Przyjęła z rąk biskupa chrzest i bierzmowanie.
Chcąc oddać się modlitwom i pokucie za swoje grzechy, Pelagia rozdała swój majątek biednym i w męskim przebraniu, jako Pelagiusz, udała się do Jerozolimy na Górę Oliwną. Tam zmarła w samotności ok. 457 roku.
Jej wspomnienie liturgiczne obchodzone jest 8/21 października.
W ikonografii święta jest kobietą ubraną w ciemne szaty z nakryciem głowy, z dłońmi modlitewnie złożonymi na piersi.
Nie należy jej mylić ze świętą dziewicą i męczennicą z III wieku nazywaną również Pelagią z Antiochii.